# آيت حرشون (تكديت)
آيت حرشون هو دُوَّار يقع بجماعة رواضي، إقليم الحسيمة، جهة طنجة تطوان الحسيمة في المملكة المغربية. ينتمي الدوّار لمشيخة تكديت التي تضم 15 دوار. يقدر عدد سكانه بـ 103 نسمة حسب الإحصاء الرسمي للسكان والسكنى لسنة 2004.

## وصلات خارجية
- البوابة الوطنية للجماعات الترابية
- المندوبية السامية للتخطيط